# Алиева, Асият Аслановна
Асият Аслановна Алиева (род. 19 ноября 1993, Баксан, Кабардино-Балкария) — российская регбистка и футболистка (игрок в обычный и пляжный футбол), игрок женского регбийного клуба ЦСКА и сборной России по регби-7. Мастер спорта России международного класса. Трёхкратная чемпионка Европы по пляжному регби (2017, 2018, 2019), чемпионка Европы по снежному регби (2019).

## Биография

### Клубная карьера
Асият выросла в городе Баксан (Кабардино-Балкария), играла в футбол и занималась единоборствами (в том числе тхэквондо и карате-кёкусинкай), выиграла ряд соревнований и стала кандидатом в мастера спорта по карате. На одном из турниров по карате в Дагестане она впервые узнала о регби, после чего была взята на неделю на просмотр в местную регбийную команду «Дагестан». Выступала за команду со 2 февраля 2015 года, попав в одном из туров чемпионата России в Топ-3 и сыграв с клубом «Енисей-СТМ» матч за 3-е место. Вскоре Асият ушла из регби и вернулась в единоборства, занимаясь кикбоксингом и рукопашным боем, а также одержав немало побед.
При переезде в Москву Асият снова получила предложение играть в регби, став игроком клуба «ЦОП Москомспорта» и совмещая это вместе с футболом, в который играла с братьями. В частности, она играла за клуб «Алекстан» в любительской футбольной лиге города Москвы на позиции полузащитницы: Алиева отметилась в 2018 году в матче против клуба «Руки Вверх!» голом, забитым «ножницами» в компенсированное время (ничья 2:2). В 2019 году выступала на чемпионате России по пляжному футболу в составе клуба «Задорные», сыграв три матча и забив один гол. В мини-футболе и футзале она выступала за команды «Надежда» (мини-футбол), «Алектан» и «Альфа-Банк» (футзал) в любительских турнирах.
Алиева также занималась пляжным регби, играя за клуб «Витязь», хотя её просили перейти в Федеральную лигу. В составе «Витязя» на первом розыгрыше чемпионата России она стала серебряным призёром, а на втором уже выиграла золотую медаль. Победа на чемпионате России и открыла Алиевой дорогу в сборную России, с которой спортсменка в 2017 году выиграла чемпионат Европы по пляжному регби. 15 января 2018 года Алиева заключила первый контракт с «ЦОП Москомспорта», отыграв за команду два года. В регби-15 она провела всего один сезон, а вскоре постепенно стала отказываться от футбола в пользу регби как такового. 2 декабря 2019 года она стала игроком ЦСКА, когда ЦОП и ЦСКА уже объединились, а ряд спортсменок уже ушли оттуда. В составе ЦСКА Алиевой помогли адаптироваться Кристина Середина, Анна Баранчук и Надежда Созонова. Алиева завоевала 23 августа 2020 года в составе «армейского клуба» Кубок России по регби-7. В 2021 году она с командой выиграла Кубок европейских чемпионов по регби-7.

### Карьера в сборной
В составе женской сборной России по пляжному регби выигрывала чемпионаты Европы с 2017 по 2019 годы, в 2019 году выиграла чемпионат Европы по снежному регби. Выступления в командах по регби-15 и регби-7 Алиева совмещала вполне успешно с пляжным регби. В снежном регби она провела всего один турнир, отметив, что привезённый на чемпионат Европы в Москву снег быстро растаял и превратился в слякоть. Также Асият говорила, что с 7 по 8 июля 2018 года выступала на турнире в Барселоне в составе российской сборной по пляжному регби, выиграв турнир и получив приз лучшего игрока.
В 2021 году Асият Алиева попала впервые в заявку сборной по регби-7 на сдвоенный этап Мировой серии в Дубае. Перед началом третьего этапа Мировой серии в Малаге Асият и ещё три регбистки (Елена Здрокова, Надежда Созонова и Надежда Медведева) сдали положительный тест на ковид и в итоге пропустили этот этап.

### Стиль игры
Асият выступала в регби-15 на позиции фулбэка, постоянно принимая забросы ногой, выбивая мяч обратно и совершая перебежки, однако захватов не совершила. Высоко ценит пляжное регби за маленькое поле и частые захваты, а также динамичность игры. В регби-7 она прежде пробивала реализации, однако на удары позже перестала претендовать, доверив их Кристине Серединой: после ударов Серединой она обычно борется за мяч.

### Личная жизнь
В качестве любимых книг называет «Счастливые люди читают книжки и пьют кофе», «Алхимик» и «Мальчик в полосатой пижаме», любимым сериалом — «Волчонок», любимым фильмом — «Гарри Поттер». Любимый футбольный клуб — «ПСЖ», любимый исполнитель — Бьянка.

## Достижения
- Обладательница Кубка России по регби-7: 2020[2]
- Чемпионка Европы по пляжному регби: 2017, 2018, 2019[2]
- Чемпионка Европы по снежному регби: 2019[2]